# Ignaucourt
Ignaucourt est une commune française située dans le département de la Somme, en région Hauts-de-France.

## Géographie

### Localisation
Ignaucourt est un village picard de l'Amiénois et de la région naturelle du Santerre.
À vol d'oiseau, la commune est située à 6 km au sud-est de Villers-Bretonneux, 9 km au nord-est de Moreuil, 9 km à l'ouest de Rosières-en-Santerre, 10 km au sud-est de Corbie, 20 km au nord de Montdidier et à 21 km au sud-est d'Amiens.
Le territoire de la commune est limitrophe de ceux de cinq communes.Les communes limitrophes sont Beaucourt-en-Santerre, Démuin, Aubercourt, Marcelcave et Cayeux-en-Santerre.

### Géologie et relief
Dans la vallée de la Luce, le sol est tourbeux. La faible quantité de tourbe n'a pas vraiment permis son exploitation. Sur le plateau, le limon éolien datant de l'Éocène domine tandis que dans les vallées du Blamont et des Berlandins, la craie marneuse affleure au-dessus de la craie blanche et du calcaire à silex.

### Hydrographie

#### Réseau hydrographique
La commune est située dans le bassin Artois-Picardie. Elle est drainée par la Luce et le ruisseau la Margot,.
La Luce limite le territoire communal au nord. D'une longueur de 18 km, elle prend sa source dans la commune de Caix et se jette  dans l'Avre à Thennes, après avoir traversé 13 communes. Elle est donc un sous-affluent de la Somme.
La rivière Margot prend ici sa source dans les prés du château et va rejoindre la Luce à Démuin.
Une nappe phréatique, située en 1899 entre 5 et 25 m de profondeur, alimentait à l'époque les puits communaux.

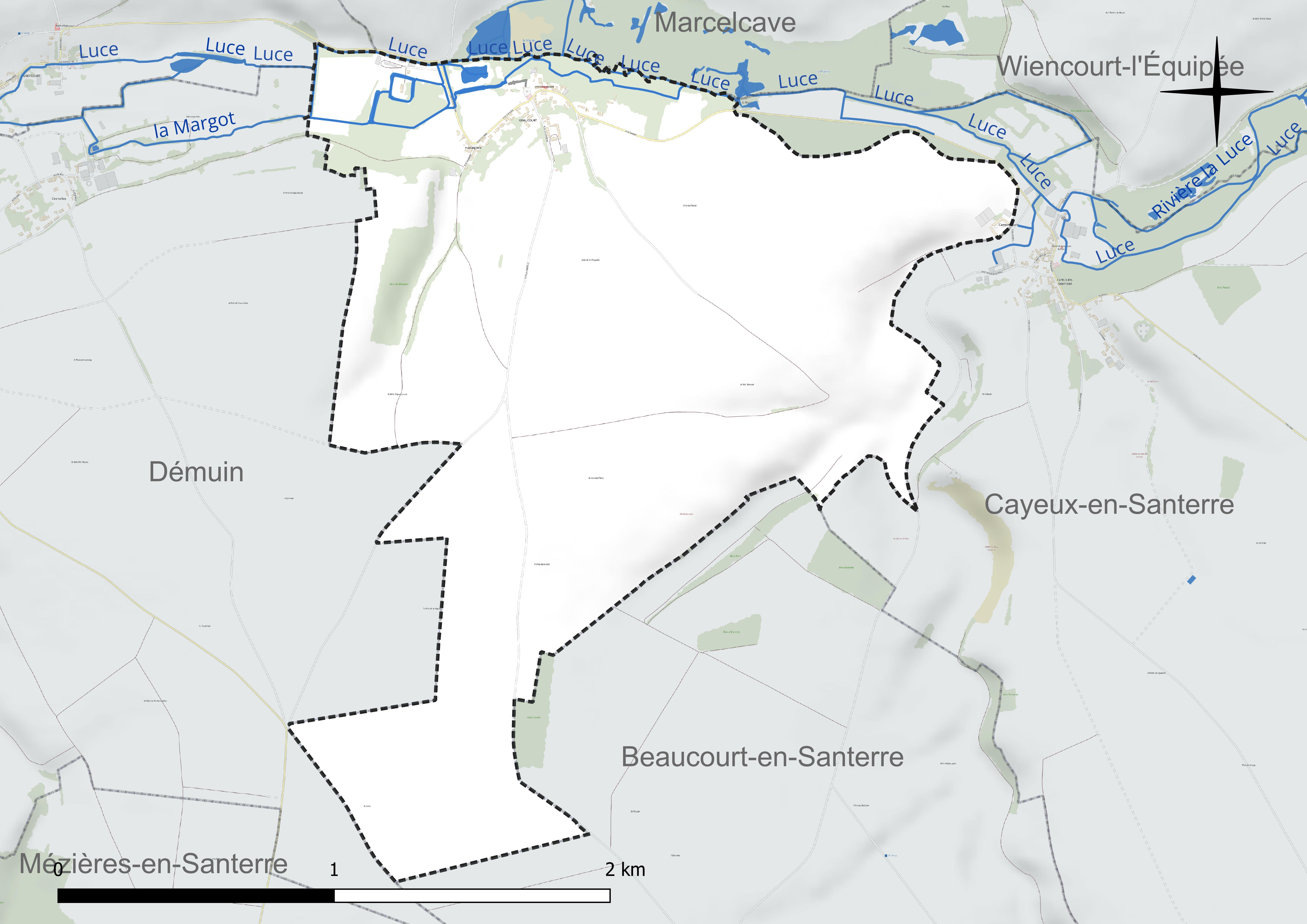
Réseau hydrographique d'Ignaucourt.

#### Gestion et qualité des eaux
Le territoire communal est couvert par le schéma d'aménagement et de gestion des eaux (SAGE) « Somme aval et Cours d'eau côtiers ». Ce document de planification concerne un territoire de 1 835 km2 de superficie, délimité par le bassin versant de la Somme canalisée. Le périmètre a été arrêté le 29 avril 2010 et le SAGE proprement dit a été approuvé le 6 août 2019. La structure porteuse de l'élaboration et de la mise en œuvre est le syndicat mixte d'aménagement hydraulique du bassin versant de la Somme (AMEVA).
La qualité des cours d'eau peut être consultée sur un site dédié géré par les agences de l'eau et l'Agence française pour la biodiversité.

### Climat
Pour des articles plus généraux, voir Climat des Hauts-de-France et Climat de la Somme.
En 2010, le climat de la commune est de type climat océanique dégradé des plaines du Centre et du Nord, selon une étude du CNRS s'appuyant sur une série de données couvrant la période 1971-2000. En 2020, Météo-France publie une typologie des climats de la France métropolitaine dans laquelle la commune est exposée à un climat océanique et est dans la région climatique Nord-est du bassin Parisien, caractérisée par un ensoleillement médiocre, une pluviométrie moyenne régulièrement répartie au cours de l'année et un hiver froid (3 °C).
Pour la période 1971-2000, la température annuelle moyenne est de 10,6 °C, avec une amplitude thermique annuelle de 14,5 °C. Le cumul annuel moyen de précipitations est de 717 mm, avec 12,1 jours de précipitations en janvier et 8,4 jours en juillet. Pour la période 1991-2020, la température moyenne annuelle observée sur la station météorologique la plus proche, située sur la commune de Rouvroy-en-Santerre à 12 km à vol d'oiseau, est de 10,8 °C et le cumul annuel moyen de précipitations est de 635,8 mm,. Pour l'avenir, les paramètres climatiques de la commune estimés pour 2050 selon différents scénarios d'émission de gaz à effet de serre sont consultables sur un site dédié publié par Météo-France en novembre 2022.

## Urbanisme

### Typologie
Au 1er janvier 2024, Ignaucourt est catégorisée commune rurale à habitat dispersé, selon la nouvelle grille communale de densité à sept niveaux définie par l'Insee en 2022.
Elle est située hors unité urbaine. Par ailleurs la commune fait partie de l'aire d'attraction d'Amiens, dont elle est une commune de la couronne,. Cette aire, qui regroupe 369 communes, est catégorisée dans les aires de 200 000 à moins de 700 000 habitants,.

### Occupation des sols
L'occupation des sols de la commune, telle qu'elle ressort de la base de données européenne d'occupation biophysique des sols Corine Land Cover (CLC), est marquée par l'importance des territoires agricoles (98,7 % en 2018), une proportion identique à celle de 1990 (98,7 %). La répartition détaillée en 2018 est la suivante : 
terres arables (89,6 %), zones agricoles hétérogènes (9,2 %), zones urbanisées (0,6 %), forêts (0,6 %). L'évolution de l'occupation des sols de la commune et de ses infrastructures peut être observée sur les différentes représentations cartographiques du territoire : la carte de Cassini (XVIIIe siècle), la carte d'état-major (1820-1866) et les cartes ou photos aériennes de l'IGN pour la période actuelle (1950 à aujourd'hui).

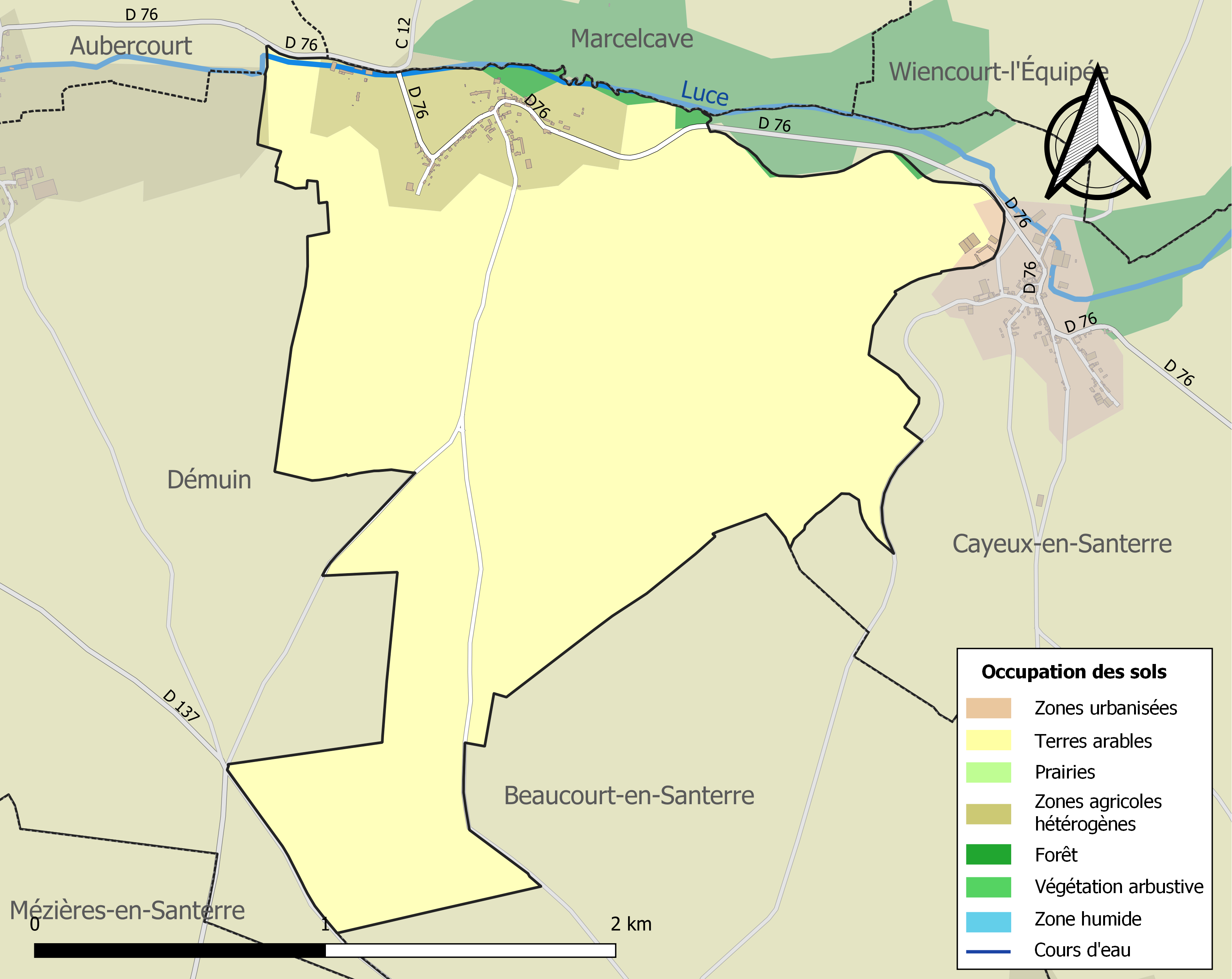
Carte des infrastructures et de l'occupation des sols de la commune en 2018 (CLC).

## Toponymie
Le nom de la localité est attesté sous les formes Iwencourt en 1225 (Geoffroy, évêque d'Amiens, Cartulaire de Fouilloy); Ynocourt en 1235; Ynaucort, 1261. (Cart. de Fouilloy); Ynaucourt en 1266 (Accord entre la commune et l'abbaye de Corbie); Inaucort en 1281 (Official d'Amiens. Cart. de Fouilloy); Ignaucourt en 1482. (Dénombrement de la terre de Démuin, M. de Beauvillé); Ignocourt en 1584 (Epitaphe); Inaucourt en 1579 (Ortelius); Inancourt en 1638 (Tassin); Yancourt / Ygnancourt en 1648. (Pouillé); Ignocourt en 1696. (Etat des armoiries); Ignacour en 1710 (De Fer.); Ignancourt en 1836 (Etat-major); Ygnaucourt, sans date (Ordo.).
Il s'agit d'une formation toponymique médiévale en -court au sens ancien de « cour de ferme > ferme > domaine rural > village ». Cet appellatif est issu du bas latin curtis ou plutôt du gallo-roman *CORTE (> ancien français cort, curt > français cour), qui désigne enclos autour d'une habitation, une cour de ferme, une ferme, un domaine rural, et qui a été utilisé par les Germains, notamment les Francs, à l'époque de leur installation en Gaule antérieurement à -ville. Il témoigne effectivement d'un processus de romanisation, puisqu'il traduit le germanique hof, -en (autrement graphié -hov, -en) « cour, cour de ferme, ferme » (voir Bettencourt / Bettenhoven).
Le premier élément Ignau- représente sans doute un anthroponyme germanique selon le cas général,.
Albert Dauzat hésite à reconnaître le nom de personne roman d'origine germanique Isnel (donné sous sa forme latinisée Isnellus par Marie-Thérèse Morlet) qu'il identifie dans Isneauville (Seine-Maritime,Isnelvilla 1145), hypothèse reprise par François de Beaurepaire qui ajoute Igneauville ((Seine-Maritime, [H]isnelvilla vers 1040). Cependant, ni l'un, ni l'autre ne cite de formes anciennes, signe qu'ils n'en connaissent pas, or elles sont incompatibles avec cette explication, en outre, Isnel[lus] ne semble pas attesté ailleurs qu'en Normandie et comme adjectif isnel « rapide », tout comme dans les textes normands ou anglo-normands, ce qui exclut une origine franque, mais bien plutôt anglo-saxonne ou anglo-scandinave cf. vieil anglais snell « rapide ».
C'est pourquoi Ernest Nègre écarte cette explication et propose d'identifier dans Ignau- le nom de personne germanique *Ivonus, non attesté, mais connu par la forme Ivona citée par Marie-Thérèse Morlet. En réalité, il s'agit plus précisément du cas régime d'Ivo qui a donné Yvon, alors que le cas sujet a donné Yves, les noms de personnes inclus dans les toponymes en -court étant au cas régime pour l'essentiel.

## Histoire
Dans la première moitié du XVIIe siècle, Philippe de Widebien, écuyer, est seigneur d'Ignaucourt. Né vers 1604, fils de Charles, écuyer, et de Marie Dannel, il devient bourgeois d'Arras le 10 octobre 1625, chevalier d'honneur au conseil provincial d'Artois en 1644 et meurt le 24 septembre 1685 à 81 ans. Il est enterré dans l'église Saint-Jean-en-Ronville (paroisse sur Arras). Il prend pour femme, par contrat passé à Arras le 14 janvier 1630, Isabelle-Claire Le Pippre, veuve de Charles Vignon, écuyer, seigneur de Buneville. Elle est la fille de Pierre, échevin d'Arras en 1605, et d'Isabeau Billot.
En 1636, durant la guerre de Trente Ans, les Espagnols mettent à feu le village et ravagent l'église. Happeglène est alors détruit et probablement la chapelle Saint-Claude.
En 1690, le village a déjà son école.
Avant sa canalisation, la Luce actionnait un moulin à wade, à l'entrée du marais.
À la fin de l'épopée napoléonienne, en 1814 et 1815, les Cosaques occupent Ignaucourt.
Le village est concerné par la guerre franco-allemande de 1870. Lors de la bataille de Villers-Bretonneux, les Allemands sont présents dans la commune. La « contribution » locale se monte à 23 000 F.
Première Guerre mondiale.
Le village perdra trois de ses enfants pendant la Première Guerre mondiale. Leur nom figure sur une plaque commémorative dans la mairie.
À la fin de la guerre, le village, considéré comme totalement détruit, a été décoré de la Croix de guerre 1914-1918 le 3 novembre 1920.

## Politique et administration

### Rattachements administratifs et électoraux
La commune se trouve dans l'arrondissement de Montdidier du département de la Somme. Pour l'élection des députés, elle fait partie depuis 2012 de la quatrième circonscription de la Somme.
Elle fait partie depuis 1801 du canton de Moreuil, qui a été modifié et agrandi dans le cadre du redécoupage cantonal de 2014 en France.

### Intercommunalité
La commune était membre de la communauté de communes du canton de Moreuil, créée par un arrêté préfectoral du 4 décembre 1992 et renommée communauté de communes Avre Luce Moreuil (CCALM) par arrêté préfectoral du 6 mai 1996.
Dans le cadre des dispositions de la loi portant nouvelle organisation territoriale de la République du 7 août 2015, qui prévoit que les établissements publics de coopération intercommunale (EPCI) à fiscalité propre doivent avoir un minimum de 15 000 habitants, la préfète de la Somme propose en octobre 2015 un projet de nouveau schéma départemental de coopération intercommunale (SDCI) prévoyant la réduction de 28 à 16 du nombre des intercommunalités à fiscalité propre du département.
Après des hypothèses de regroupement des communautés de communes du Grand Roye (CCGR), du canton de Montdidier (CCCM), du Santerre et d'Avre, Luce et Moreuil, la préfète dévoile en octobre 2015 son projet qui prévoit la « des communautés de communes d'Avre Luce Moreuil et du Val de Noye », le nouvel ensemble de 22 440 habitants regroupant 49 communes,. À la suite de l'avis favorable des intercommunalités et de la commission départementale de coopération intercommunale en janvier 2016 puis des conseils municipaux et communautaires concernés, la fusion est établie par un arrêté préfectoral du 22 décembre 2016, qui prend effet le 1er janvier 2017.
La commune est donc désormais membre de la communauté de communes Avre Luce Noye (CCALN).

### Liste des maires
| Période                                  | Période                   | Identité                    | Étiquette | Qualité |
| ---------------------------------------- | ------------------------- | --------------------------- | --------- | ------- |
| Les données manquantes sont à compléter. |                           |                             |           |         |
| en cours en 1914                         |                           | Albert Paul Amédée Cailleux |           | Médecin |
| Les données manquantes sont à compléter. |                           |                             |           |         |
| avant 1988                               | ?                         | Louis Dumont                | DVD       |         |
| mars 2001                                | mai 2020                  | Alain Leclercq,             |           |         |
| mai 2020                                 | En cours (au 26 mai 2020) | Pascal Berthe               |           |         |

## Population et société

### Démographie
L'évolution du nombre d'habitants est connue à travers les recensements de la population effectués dans la commune depuis 1793. Pour les communes de moins de 10 000 habitants, une enquête de recensement portant sur toute la population est réalisée tous les cinq ans, les populations de référence des années intermédiaires étant quant à elles estimées par interpolation ou extrapolation. Pour la commune, le premier recensement exhaustif entrant dans le cadre du nouveau dispositif a été réalisé en 2005.

En 2022, la commune comptait 65 habitants, en évolution de −16,67 % par rapport à 2016 (Somme : −1,26 %, France hors Mayotte : +2,11 %).
| 1793 | 1800 | 1806 | 1821 | 1831 | 1836 | 1841 | 1846 | 1851 |
| ---- | ---- | ---- | ---- | ---- | ---- | ---- | ---- | ---- |
| 197  | 220  | 207  | 199  | 201  | 223  | 207  | 222  | 220  |

| 1856 | 1861 | 1866 | 1872 | 1876 | 1881 | 1886 | 1891 | 1896 |
| ---- | ---- | ---- | ---- | ---- | ---- | ---- | ---- | ---- |
| 222  | 223  | 227  | 215  | 218  | 214  | 204  | 214  | 191  |

| 1901 | 1906 | 1911 | 1921 | 1926 | 1931 | 1936 | 1946 | 1954 |
| ---- | ---- | ---- | ---- | ---- | ---- | ---- | ---- | ---- |
| 171  | 144  | 114  | 91   | 114  | 97   | 100  | 108  | 97   |

| 1962 | 1968 | 1975 | 1982 | 1990 | 1999 | 2005 | 2006 | 2010 |
| ---- | ---- | ---- | ---- | ---- | ---- | ---- | ---- | ---- |
| 82   | 79   | 81   | 64   | 63   | 82   | 80   | 77   | 91   |

| 2015 | 2020 | 2022 | - | - | - | - | - | - |
| ---- | ---- | ---- | - | - | - | - | - | - |
| 80   | 65   | 65   | - | - | - | - | - | - |

En 1710, on compte 30 feux à Ignaucourt[réf. nécessaire].

### Enseignement
Le village fait partie du regroupement pédagogique intercommunal de la Luce qui comprend  les écoles de Thennes, Domart-sur-la-Luce et Berteaucourt-lès-Thennes. Les villages associés de Hangard et Aubercourt ne disposent pas de classe sur leur territoire.
Le regroupement est géré par un syndicat intercommunal scolaire dont le siège est situé à Démuin.
Une garderie à Domart-sur-la-Luce accueille les écoliers des sept villages constituant le RPI.

## Culture locale et patrimoine

### Lieux et monuments
- Église Saint-Quentin[47], datée des XVIe siècle et XVIIe siècle, le clocher primitif était une tour carrée en bois.

Elle est reconstruite après la Première Guerre mondiale en briques et béton, et contient un buste-reliquaire de saint Quentin en bois taillé et peint du début du XIXe siècle, comprenant des parties plus anciennes pouvant dater du XVIe siècle.
- Château d'Ignaucourt du XVIIIe siècle. Vestiges d'un château du XIIIe siècle.
- Chapelle seigneuriale d'Happeglenne (ou Happeglène), dépendant d'un ancien château ayant appartenu à la famille d'Aguesseau et détruit vers 1860 ;
- Manoir de Camp-Vermont, XVIe siècle, appartint jusqu'à la Révolution à la famille de Béthisy[49] ;
- Chapelle Notre-Dame-de-Liesse, dressée en 1741, après l'incendie d'une ferme[50].

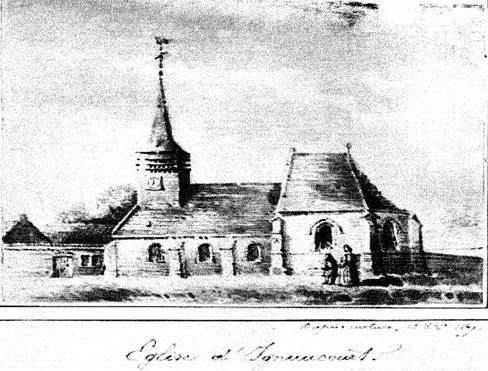
Vue de l'église avant sa destruction lors de la Première Guerre mondiale.
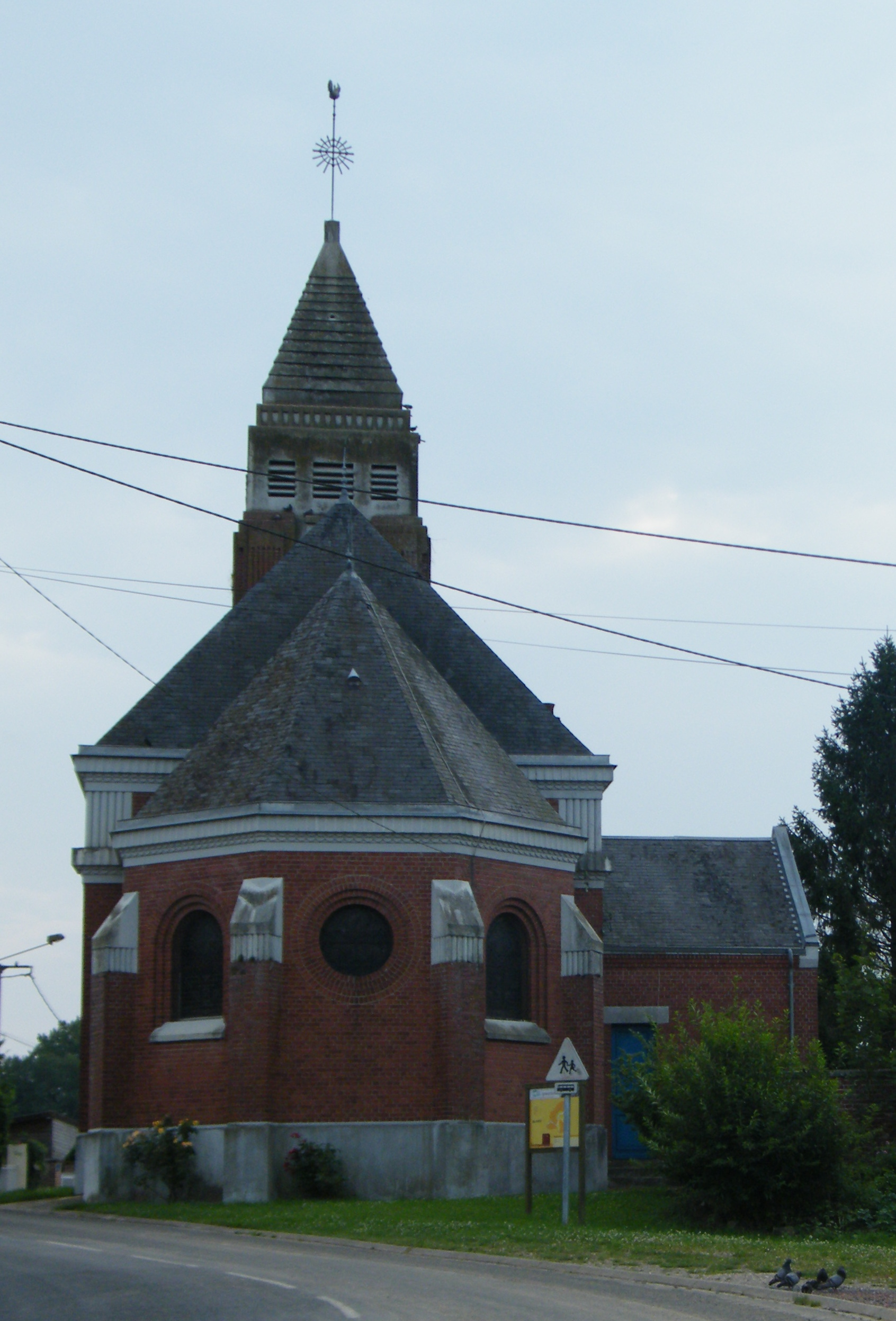
La nouvelle église Saint-Quentin.
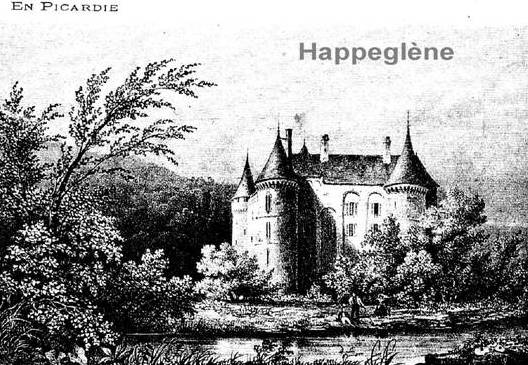
Château d'Happeglène.

### Personnalités liées à la commune
Paul Gillon (Paris, 1926- Amiens, 2011), dessinateur et scénariste de bandes dessinées, a vécu à Ignaucourt.